# Wiersz skupieniowy
Wiersz skupieniowy – wiersz toniczny, w którym do miary wiersza wliczane są nie wszystkie akcenty, a jedynie główne akcenty skupień syntaktycznych (zestrojów ściągniętych). Wierszem tonicznym skupieniowym posługiwała się między innymi Kazimiera Iłłakowiczówna (Bajka o złej matce).